# Гардоло ди Мецо (Тренто)
Гардоло ди Мецо је насеље у Италији у округу Тренто, региону Трентино-Јужни Тирол.
Према процени из 2011. у насељу је живело 290 становника. Насеље се налази на надморској висини од 347 м.